# Степановка (Переволоцький район)
Степа́новка (рос. Степановка) — село у складі Переволоцького району Оренбурзької області, Росія.

## Населення
Населення — 1161 особа (2010; 1226 у 2002).
Національний склад (станом на 2002 рік):
- росіяни — 48 %